# 鷲ヶ岳スキー場
鷲ヶ岳スキー場（わしがたけスキーじょう）は、岐阜県郡上市高鷲町にあるスキー場。ワシ、ワッシーと呼ばれる。
経営母体は東和観光株式会社（運営は株式会社マックアース）。営業期間は積雪の具合により異なるが、通常の場合は11月上旬～4月上旬までとなる。
11月にスキーができるほどの積雪が多い地域ではあるが、アイスクラッシャーを導入し早期オープンを行なっている。
ナイターを12月下旬～3月上旬の間、土、祝前日、年末年始に実施している。
自動車で東海北陸自動車道高鷲ICから約3分でアクセスできる好立地にあるが、豪雪地帯である。

## 歴史
- 1971年（昭和46年） - 開設。

## ゲレンデ
鷲ヶ岳西斜面に位置する。
北側にホワイトピアたかすが位置し、上部ゲレンデでは隣り合わせであり、２０１５－２０１６シーズンから共通券で往来可能。
- 尾根コース…上級者コース。
- パラダイスコース…初級者コース。
- パノラマコース…初級者コース。
- ラビットコース…初・中級者コース。
- イーグルコース…初級者コース。
- ブナ平コース…中級者コース。

## リフト
高速クワッドリフト3基、ペアリフト2基
- レインボー第1クワッド
- レインボー第2クワッド
- レインボー第1ペア
- レインボー第2ペア
- オーロラ第3クワッド

## 交通アクセス
- 東海北陸自動車道高鷲ICから一般道3分。